# 下午茶

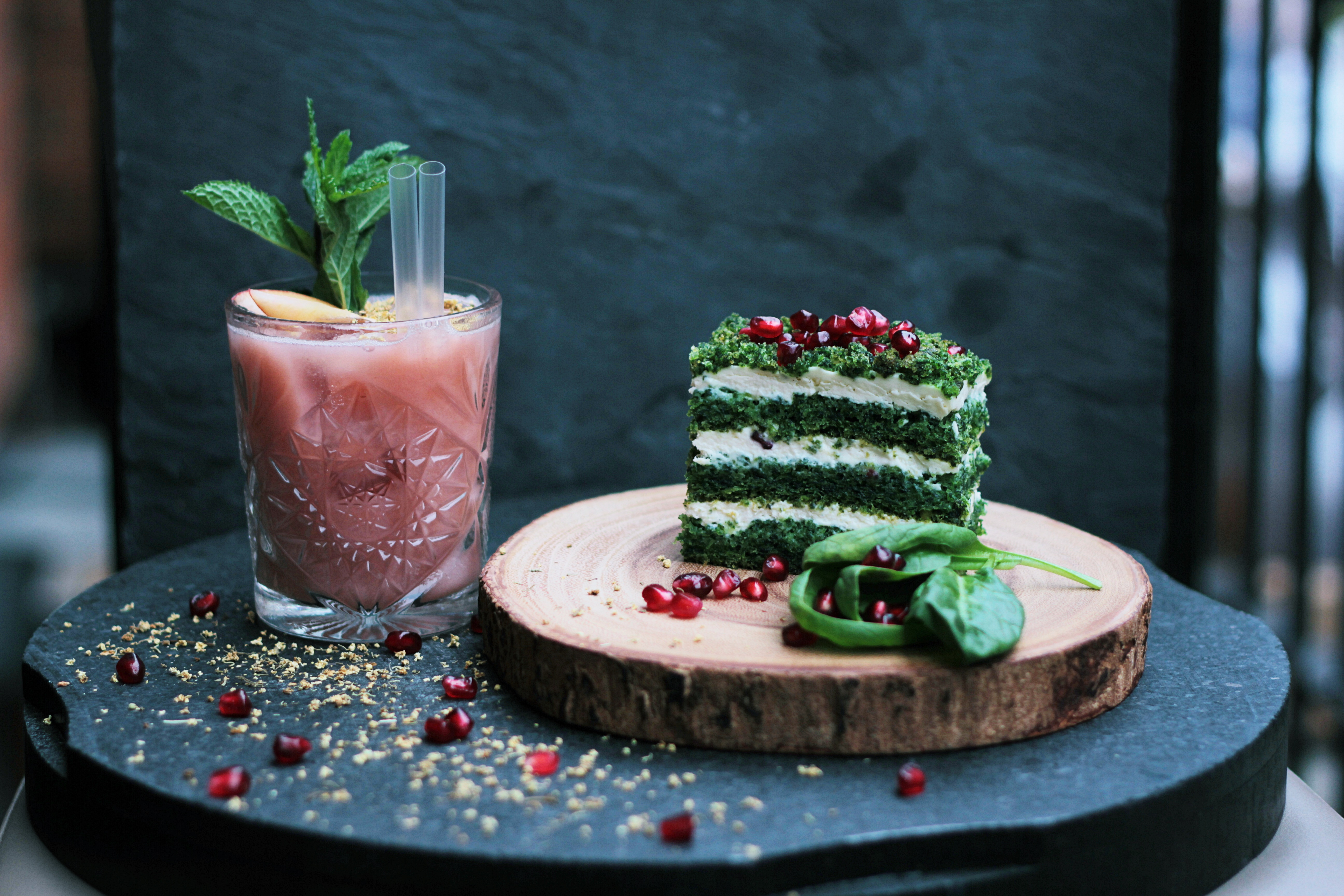
下午茶

下午茶是餐飲方式之一，用餐時間介乎午餐和晚餐之間，下午茶並不是正餐。有些人認為是奢侈的行為，有錢人才會用餐。近代的下午茶發展自英国维多利亚时代的英式下午茶（low tea）。現代人為High tea。

## 發展歷史
一種流行的傳說認爲，在1840年代中期一位英國上流社會的女士：貝德福德公爵夫人安娜·羅素，在下午時分因百無聊賴，讓女僕準備了少量的吐司、奶油和紅茶。這種簡便的飲食方式很快就成爲了英國貴族們打發下午時光的一種絕佳方式。

## 飲食文化

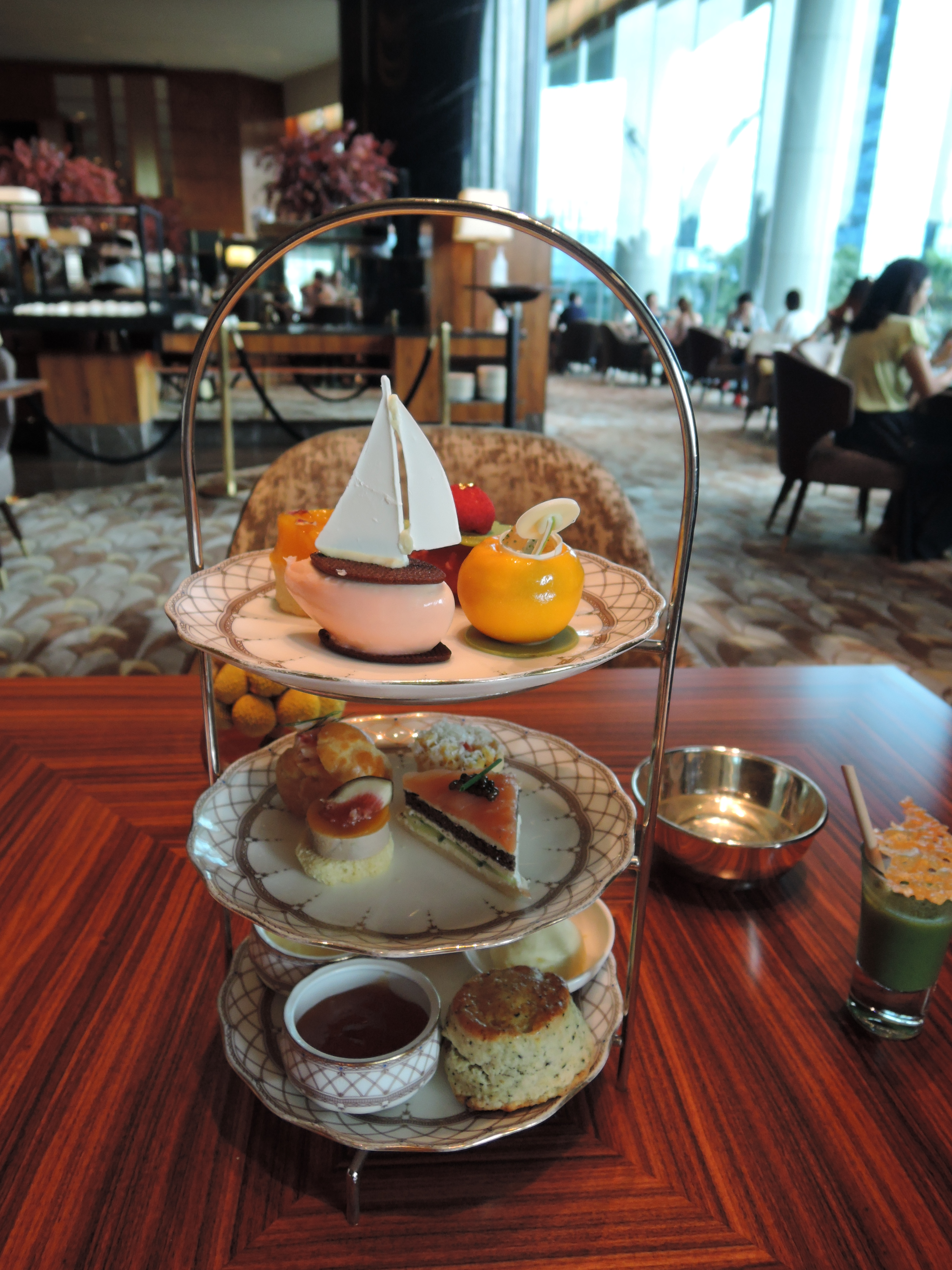
英國下午茶

### 廣東
廣州的茶樓和酒樓通常的下午茶是在2点或2:30左右开始，至晚飯之前結束。

### 香港
香港大部份餐廳把下午二時半至五時半稱為「下午茶時間」。大部分快餐店、西餐廳和茶餐廳都會提供分量較午餐少的餐點，價格也較午餐便宜。香港大部分酒樓會在這段時間提供特價優惠，下午茶時間供應的點心或粉麵一般都相較午飯和晚飯時間便宜。
香港的建築業、裝修業和部分寫字樓會有稱為「三點三」（下午3時15分）的下午茶時間，然而只是習慣上的休息時間，並不是每天都會用餐。

### 英國
英國人喝下午茶的方式不盡相仿，由高貴的正式茶聚（tea party），到可以不喝茶只吃點心的餐飲（afternoon tea），都可以稱為下午茶。
時下的英式下午茶一般在下午三點半到五點進行。英式下午茶的专用紅茶为產自印度的大吉岭红茶、斯里蘭卡的锡兰高地红茶、伯爵茶。除此之外英國也有在下午茶時喝奶茶的習慣。随茶而来的还有切成薄片的柠檬及奶罐。   
然而喝茶並不是主要的環節，品嘗蛋糕、三明治等各種點心，反而成了最重要的部分。正式的下午茶點心一般被疊成“三層架”（Three-Tier Petit Four Stand）的形式：第一層（底層）放置各種口味的三明治（tea sandwich），第二層（中間層）是英國的傳統點心司康餅（scone），第三層（最上層）則是小蛋糕和水果塔。這個三層架點心應從下往上、由鹹至甜、由淡到濃地吃。除了這種必不可少的三層點心，一些牛角麵包、葡萄乾、魚子醬等食品也會擺上來，來迎合賓客的口味。

### 德國
在德國，下午茶被稱為Kaffee（咖啡）

### 歐洲其餘各地
隨著英國在19世紀末的強盛，下午茶文化從英國本土帶入歐洲和它當時的殖民地。成爲一種世界性的流行文化標誌之一。幾乎在每一家西式餐廳，下午都會供應下午茶餐點。

### 新西蘭
在紐西蘭，他們的 Tea time （下午茶时间）習慣在早上而非下午，所以他們把“小息”稱作“Morning tea time”。

## 各地稱呼

### 香港
下午茶業在推廣的時候有了不同的品嘗方式與名稱，如英国下午茶又被香港人习惯称作High tea，但兩者其實並不相同（見下），更彰顯了下午茶文化在世界中的廣泛影響。

### 傍晚茶
工人阶级在下午五至七时的餐饮在英国被称为High tea，通常由热菜、糕点、面包、黄油、果酱组成，有时会出现如火腿沙拉之类的肉类冷盘。High tea这一说法在1825年左右即已出现，其中high表示时间更靠后，而high tea指代的傍晚茶餐时间比下午茶更晚。这一说法在英国工人及英格兰北部及苏格兰方言中显著流行。

## 下午茶图集

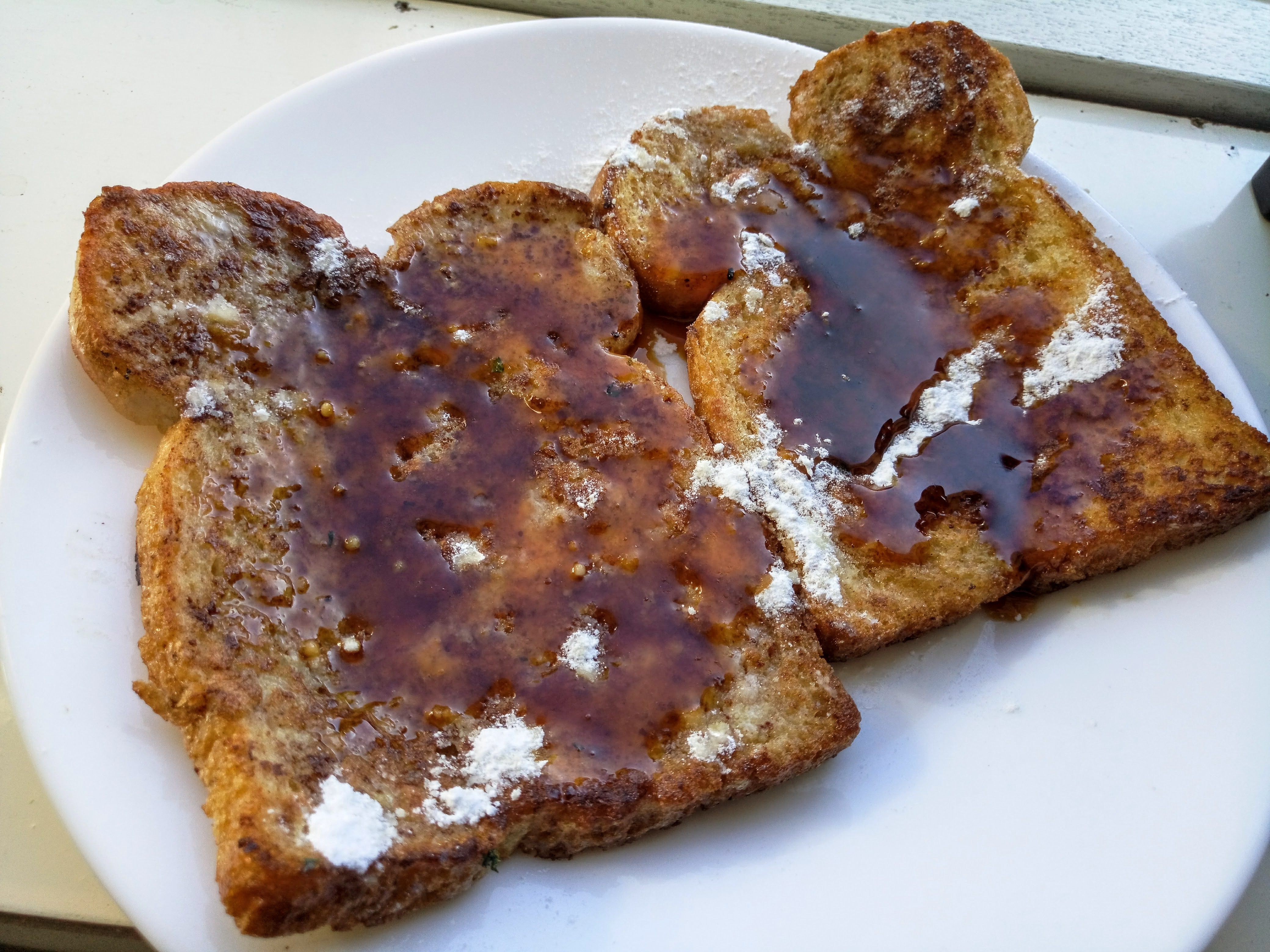
法式多士
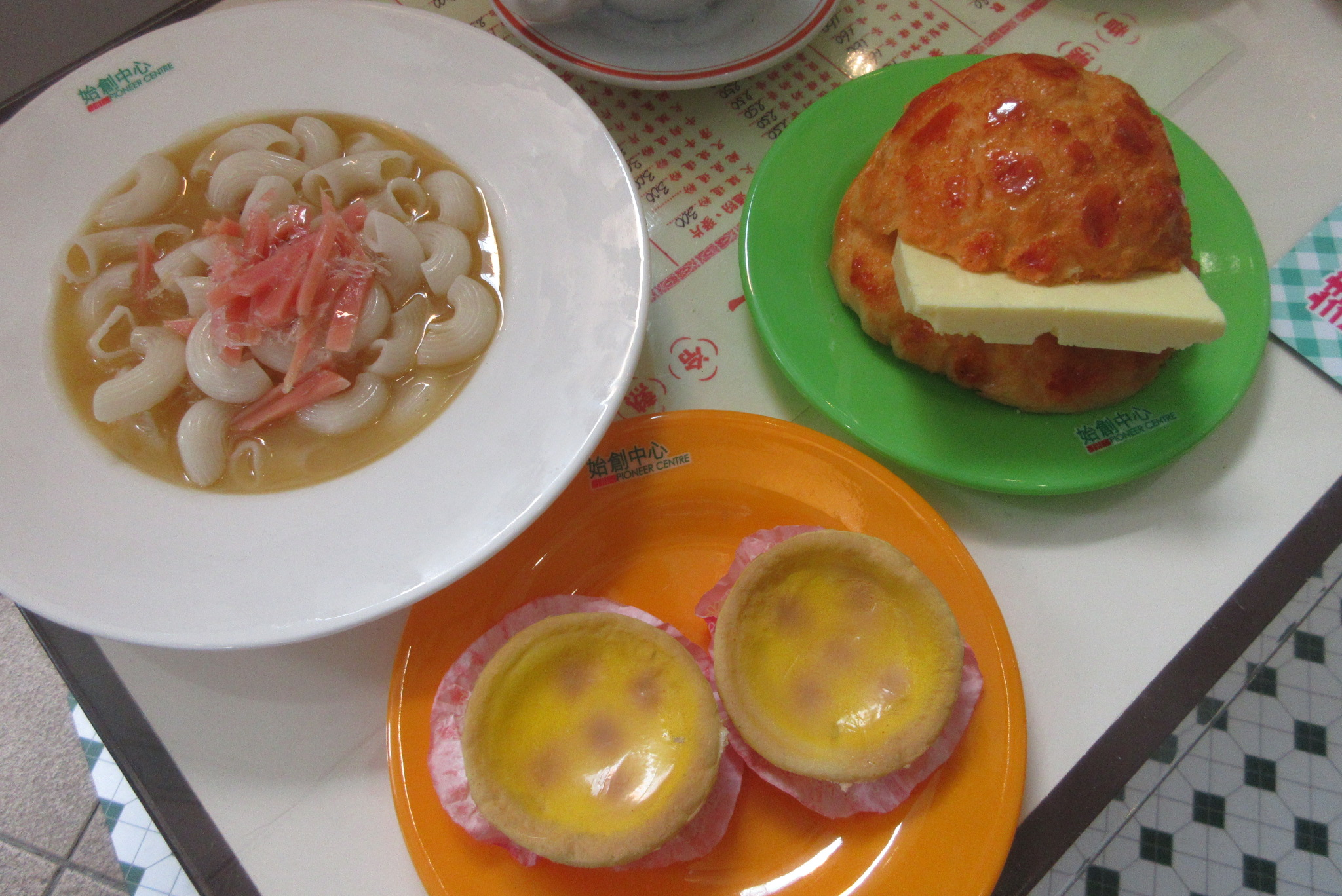
茶餐廳吃到的經典下午茶食品包括（左起）火腿通心粉、蛋撻和菠蘿油
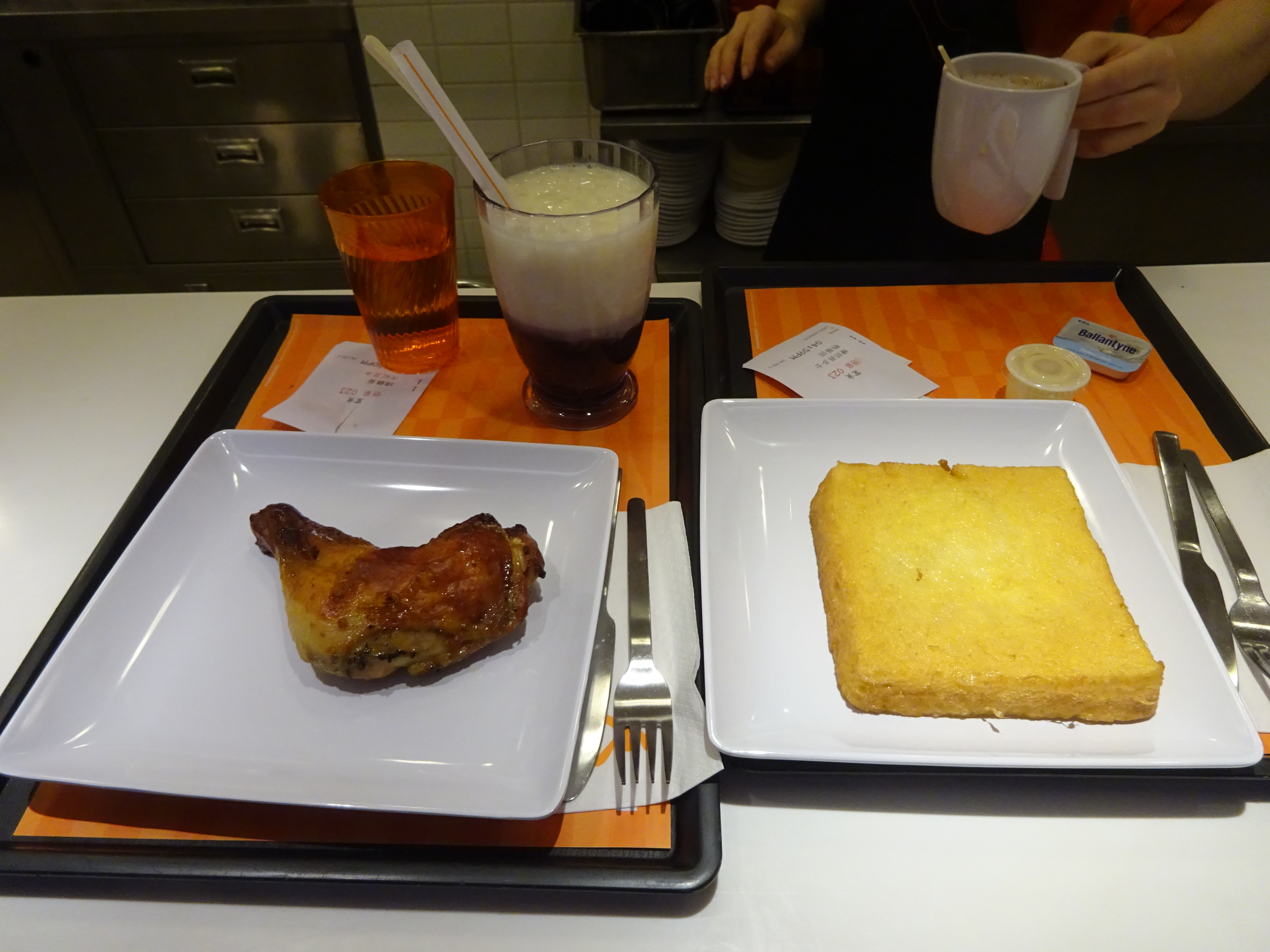
港式快餐店吃到的港式下午茶有西多士、雞髀和紅豆冰

## 外部連結
- 下午茶坊：英国皇家茶道-英式下午茶
- 享受英式下午茶
- 施威全：帶血的英式下午茶（页面存档备份，存于）
- 【视频】李艾主持：英国人与茶文化（页面存档备份，存于） - 《伦敦下午茶（页面存档备份，存于）》 2012-08-01
- 古典玫瑰園：正統英式下午茶（页面存档备份，存于）